# 愛媛県立愛媛中央産業技術専門校
愛媛県立愛媛中央産業技術専門校（えひめけんりついまばりこうとうぎじゅつせんもんこう）は、愛媛県今治市にある県立の職業能力開発校。

## 所在地
- 今治本校 - 愛媛県今治市桜井団地4丁目1-1
- 松山駐在 - 愛媛県松山市本町7-2
  - 松山駐在では各種委託訓練（離職者等・障がい者）のみ実施。

## 沿革
- 1950年4月 - 愛媛県今治公共職業補導所が創設される。
- 1962年4月 - 愛媛県今治職業訓練所と改称。
- 1969年10月 - 愛媛県立今治専修職業訓練校と改称。
- 1977年4月　- 愛媛県立今治専修職業訓練校と改称。
- 2019年4月 - 今治高等技術専門校と松山高等技術専門校が「愛媛中央産業技術専門校」として統合される[1]。

## 訓練科
- 設備エンジニア科（2年制）
- 今治タオルものづくり科（2年制）
- 服飾モード科（2年制）
- ビジネスデザイン科（1年制）

## アクセス
- JR四国予讃線伊予富田駅（約2km）
- 瀬戸内運輸「桜井団地停留所」下車してすぐ。

## 周辺
- ファミリーマート今治国分店
- 今治国分郵便局